# Magie stranie (film)
Magie stranie este un film american, animat, fantastic, muzical, comedie romantică regizat de Gary Rydstrom, produs de Lucasfilm. Scenariul filmului este scris de către Gary Rydstrom, David Berenbaum și Irene Mecchi după o poveste aparținând lui George Lucas, inspirată de Visul unei nopți de vară a lui William Shakespeare.
George Lucas a muncit la dezvoltarea proiectului timp de 15 ani înaintea începerii efective a proiectului. După ce The Walt Disney Company a cumpărat studioul în 2012, Touchstone Pictures a lansat filmul în data de 23 ianuarie 2015, fiind prima producție Lucasfilm distribuită sub egida Walt Disney Studios. Filmul a primit păreri negative din partea criticilor și, în ciuda câștigurilor în valoare de 13,6 milioane de dolari în toată lumea, a avut pierderi în valori cuprinse între 40 și 50 de milioane de dolari. 

## Acțiune
Pământul este împărțit între tărâmul zânelor și al luminii și tărâmul creaturilor mlaștinii și al întunericului. Granița între cele două este marcată de primule, ingredient esențial în poțiunea dragostei. Marianne este prințesa moștenitoare la tronul Regatului Zânelor, logodită cu Roland, războinicul ce o dezamăgește în ziua nunții. Din această cauză, Marianne jură că nu se va mai îndrăgosti vreodată. În același timp, Regele Mocirlă împarte păreri similare privind iubirea, în ciuda împotrivirilor mamei sale, Griselda.
La puțin timp după, Dawn, sora lui Marianne, este nerăbdătoare pentru Balul Verii ce se apropie. Fata susține frecvent că este îndrăgostită și speră să își întâlnească alesul acolo. Sunny este prietenul său cel mai bun, dar în același timp este și îndrăgostit de aceasta. În încercarea de a o înveseli, aceștia sunt aproape înghițiți de o șopârlă uriașă, dar Marianne reușește să îi salveze. Sunny trece pe partea pădurii întunecate și găsește o petală a unei primule, pe care o ascunde ulterior când fuge din pădure.
La bal, Roland își afirmă intenția de a se căsători cu Marianne, care îl refuză categoric și umilește pe deasupra. În consecință, acesta își dă întâlnire cu Sunny, pe care îl păcălește să se întoarcă în pădurea întunecată pentru a o convinge pe Zâna Sugar Plum (capturată de ani de Regele Mocirlă) să îi facă poțiunea dragostei. Sunny se aventurează în castelul Mlaștinii și găsește zâna căreia îi promite libertatea în schimbul poțiunii.
În timpul evadării celor doi Regele Mocirlă este trezit și reușește să îi împiedice, recapturând-o pe zână. Sunny reușește să evadeze, însă îl înfurie pe regele care află de existența sticluței de poțiune. Sunny se întoarce la bal, unde încearcă să o pună pe Dawn sub efectul soluției. Mocirlă întrerupe balul și o capturează pe Dawn chiar în momentul în care aceasta ia contact cu soluția. Acesta amenință că, dacă nu va avea sticluța, îi va face rău fetei. Marianne zboară după sora sa în ciuda ordinelor tatălui ei, consecința fiind ca acesta să îi asigure o armată lui Roland pentru a își recupera fetele din castelul Mlaștinii.

## Distribuție
- Alan Cumming - Regele Mocirlă
- Evan Rachel Wood - Marianne
- Kristin Chenoweth - Zâna Sugar Plum
- Sam Palladio - Roland
- Maya Rudolph - Griselda
- Meredith Anne Bull - Dawn
- Elijah Kelley - Sunny

## Lansare
Trailerul filmului a fost lansat pe 21 noiembrie 2014. Filmul a fost lansat de către Walt Disney Studios Motion Pictures prin intermediul Touchstone Pictures în data de 23 ianuarie 2015.